# Небель (Амрум)
Небель (нем. Nebel) — община в Германии, в земле Шлезвиг-Гольштейн на острове Амрум.
Входит в состав района Северная Фрисландия. Подчиняется управлению Фёр-Амрум. Население составляет 931 человек (на 31 декабря 2010 года). Занимает площадь 11,96 км².
Официальным языком в населённом пункте, помимо немецкого, является севернофризский.

## Примечания

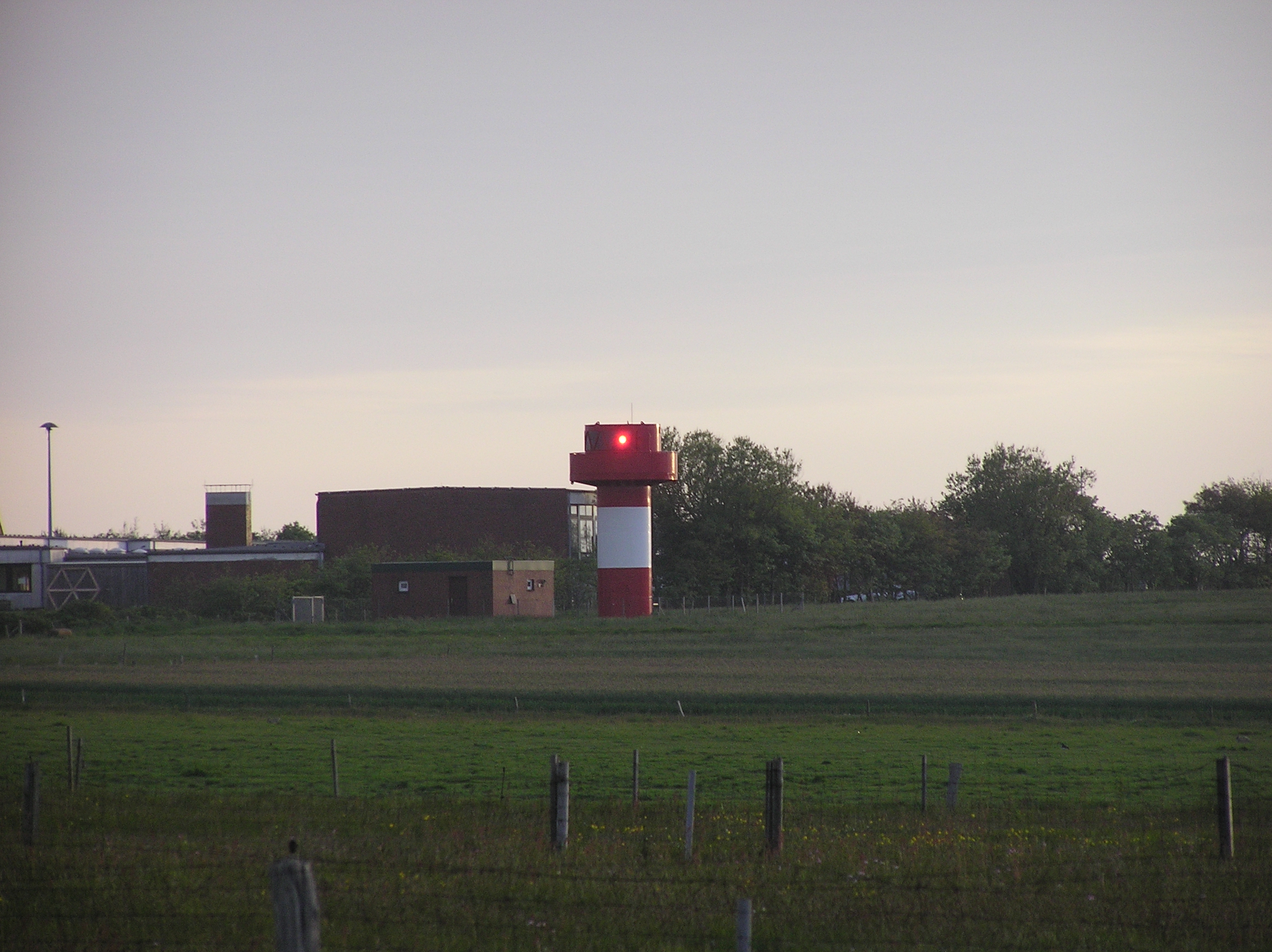
Небель (Амрум)